# 2014 FL70
2014 FL70 est un objet transneptunien en résonance 2:5 avec Neptune, avec un diamètre estimé à environ 220 km.